# Cetiosauridae
Famille
Genres de rang inférieur
- † ? Amygdalodon
- † Cetiosaurus
- † ? Chebsaurus
- † ? Patagosaurus
- † ? Shunosaurus

Les Cetiosauridae sont une ancienne famille de dinosaures sauropodes ayant vécu au Jurassique moyen et supérieur.
Le genre type Cetiosaurus a été créé par Sir Richard Owen en 1841. En 1888, Richard Lydekker crée la famille des Cetiosauridae pour y placer le seul genre Cetiosaurus. Cette famille est abandonnée depuis le début du XXIe siècle car paraphylétique,,.

## Référence taxonomique
- (en) Paleobiology Database : Cetiosauridae Lydekker, 1888